# Gulnaz Khatuntseva
Gulnaz Badykova –em russo, Гульназ Бадыкова– (21 de abril de 1994) é uma desportista russa que compete no ciclismo na modalidade de pista, especialista nas provas de perseguição por equipas e pontuação.
Ganhou 5 medalhas no Campeonato Europeu de Ciclismo em Pista, entre os anos 2013 e 2018.

## Medalheiro internacional
| Campeonato Europeu | Campeonato Europeu         | Campeonato Europeu | Campeonato Europeu      |
| Ano                | Lugar                      | Medalha            | Competição              |
| ------------------ | -------------------------- | ------------------ | ----------------------- |
| 2013               | Apeldoorn ( Países Baixos) | Medalha de bronze  | Perseguição por equipas |
| 2015               | Grenchen ( Suíça )         | Medalha de prata   | Perseguição por equipas |
| 2017               | Berlim ( Alemanha)         | Medalha de prata   | Pontuação               |
| 2018               | Glasgow ( Reino Unido)     | Medalha de prata   | Madison                 |
| 2018               | Glasgow ( Reino Unido)     | Medalha de bronze  | Pontuação               |